# متمم دوم قانون اساسی ایالات متحده آمریکا

اصل منشور در اداره آرشیو ملی آمریکا

متمم دوم قانون اساسی ایالات متحده آمریکا از حق مردم برای داشتن و حمل اسلحه محافظت می‌کند و در ۱۵ دسامبر ۱۷۹۱، به عنوان بخشی از ده متمم گنجانده شده در منشور حقوق ایالات متحده آمریکا تصویب شده‌است. دیوان عالی ایالات متحده آمریکا حکم کرده‌است که این حق متعلق به افراد است، و در عین حال حکم کرده‌است که این حق نامحدود نیست و وجود این حق، وضع هر نوعی از مقررات دربارهٔ جنگ‌افزار گرم یا ابزارهای مشابه آن را ممنوع نمی‌کند. با الحاق منشور حقوق، دولت‌های ایالتی و محلی هم به اندازه دولت فدرال، از نقض این حق منع شده‌اند.
متمم دوم تا حدی مبتنی بر حق داشتن و حمل اسلحه در حقوق عرفی انگلستان بود و تحت تأثیر منشور حقوق ۱۶۸۹ انگلستان قرار داشت. سر ویلیام بلکستون این حق را یک حق کمکی توصیف کرد که از حقوق طبیعی دفاع از خود، مقاومت در برابر سرکوب، و وظیفهٔ مدنی عملکرد هماهنگ در دفاع از حکومت، پشتیبانی می‌کند.

## متن
بر طبق این سند:
«از آنجا که داشتن یک نیروی شبه نظامی برای امنیت یک کشور آزاد ضروری می‌باشد، حق ملت برای نگهداری و حمل اسلحه نباید نقض شود.»